# 纳瓦夫·舒赫拉拉
纳瓦夫·舒克拉拉（阿拉伯语：‎，拉丁化： Nawaf Shukralla，1976年10月13日—）是巴林籍国际足球裁判。2011年执法了国际足联U17世界杯，他还执法过亚冠联赛和2014年巴西世界杯亚洲区预选赛。

## 执法过的国际赛事

### 2011年亚洲杯
他执法过2011年亚洲杯的2场比赛。
- A组:   vs  科威特
- D组:  伊朗 vs

### 国际足联世界杯（亚洲区）参选
- 2014年国际足联世界杯（亚洲区）参选
  - 第2次参选： 新加坡 vs  马来西亚
  - 第3次参选：A组  伊拉克 vs  约旦、C组   vs  日本
  - 第4次参选：A组  黎巴嫩 vs  、B组  阿曼 vs  约旦

## 生涯
2010年开始执法亚冠联赛。: 
- 2010年亚足联挑战杯 (2场赛事)
- 2010年亚洲U-16国家杯 (5场赛事)
- 2011年亚洲国家杯 (2场赛事)
- 2011年国际足联U-17世界杯 (2场赛事)
- 2012年国际足联俱乐部世界杯 (1场赛事)